# Dranucha (przystanek kolejowy)
Dranucha (biał. Дрануха; ros. Дрануха) – przystanek kolejowy oddalony o 1,9 km od miejscowości Dranucha, w rejonie czauskim, w obwodzie mohylewskim, na Białorusi. Położony jest na linii Osipowicze – Mohylew – Krzyczew.